# A Monja de Lisboa
A Monja de Lisboa é um romance  de 1985 de Agustina Bessa-Luís sobre Maria de Menezes, aliás Maria da Visitação, freira estigmatizada que agitou Lisboa na segunda metade do século XVI e fez tremer Filipe II de Espanha.